# Auberives-sur-Varèze
Auberives-sur-Varèze är en kommun i departementet Isère i regionen Auvergne-Rhône-Alpes i sydöstra Frankrike. Kommunen ligger i kantonen Roussillon som tillhör arrondissementet Vienne. År 2022 hade Auberives-sur-Varèze 1 465 invånare.

## Befolkningsutveckling
Antalet invånare i kommunen Auberives-sur-Varèze
Referens:INSEE